# Савицький Йосип Миколайович
Йо́сип Микола́йович Сави́цький (рос. Иосиф Николаевич Савицкий; * 25 травня 1926, село Жванець, нині Кам'янець-Подільського району Хмельницької області — † 21 вересня 1995, Бузулук Оренбурзької області, Росія) — радянський геолог українського походження.

## Біографія
1956 року закінчив Львівський політехнічний інститут. За фахом гірничий інженер-геолог.
У 1956—1964 роках працював інженером із дослідження свердловин, геологом, старшим геологом нафтогазодобувного управління «Первомайнафта» об'єднання «Куйбишевнафта».
У 1964—1987 роках був головним геологом — заступником начальника нафтогазодобувного управління «Бузулукнафта» об'єднання «Оренбургнафта»
У 1991—1994 роках працював майстром навчально-курсового комбінату відкритого акціонерного товариства «Оренбургнафта».
Винайшов новий спосіб освоєння свердловин, вперше застосований на промислах нафтогазодобувного управління «Бузулукнафта», внаслідок чого добування нафти збільшилося до 1 мільйона.
Кавалер ордена Трудового Червоного Прапора (1974). Нагороджено також орденом Вітчизняної війни другого ступеня (1985), медалями.